# Viento a favor
Viento a favor é um álbum de estúdio do cantor mexicano Alejandro Fernández.

## Lista de faixas
1. "Te voy a perder"  (Aureo Baqueiro, Leonel García) - 4:10
2. "A manos llenas"  (Jaime Flores, Karen Juantorena) - 4:28
3. "Tanto amar"  (Leonel García) - 4:14
4. "Amenaza de lluvia"  (Raúl Ornelas) - 3:36
5. "Eres"  (Juan Fernando Fonseca) - 3:55
6. "No se me hace fácil"  (Gian Marco) - 3:46
7. "Estabas ahi"  (Reyli Barba) - 4:21
8. "Sin consideración"  (Leonel García) - 3:33
9. "Solitario y solo"  (Claudia Brant, Noel Schajris) - 4:23
10. "Sueño contigo"  (Gian Marco) - 4:25
11. "Amor gitano (Feat. Beyoncé)  (Beyoncé Knowles, Jaime Flores, Reyli Barba) - 3:50
12. "Cuando estamos juntos"  (Aureo Baqueiro) - 3:34

## Tabela musical

### Álbum
| Parada musical de 2007 | Pico |
| ---------------------- | --- |
| México                 | 1 |
| Estados Unidos         | 2 [https://www.billboard.com/artist/alejandro-fern%E1ndez/chart-history/Erro: A tabela não é suportada, não existe ou está sendo utilizado um ID antigo que não é mais suportado pela Billboard.] |
| Espanha                | 2 [ligação inativa] |

### Canções
| Ano  | Parada                      | Canção              | Pico | Semanas na parada |
| ---- | --------------------------- | ------------------- | ---- | ----------------- |
| 2007 | Billboard Latin Pop Airplay | Te Voy A Perder     | 2    | 36                |
| 2007 | Billboard Hot Latin Songs   | Te Voy A Perder     | 9    | 20                |
| 2007 | Billboard Latin Pop Airplay | No Se Me Hace Facil | 6    | 12                |
| 2007 | Billboard Hot Latin Songs   | No Se Me Hace Facil | 17   | 11                |

## Certificações
| Ano  | Vendas  | País      | Certificação      |
| ---- | ------- | --------- | ----------------- |
| 2007 | 20.000  | Argentina | ouro              |
| 2007 | 250.000 | México    | 2× platina + ouro |
| 2007 | 40.000  | Espanha   | ouro              |